# باشگاه فوتبال واکسول موتورز
باشگاه فوتبال واکسول موتورز (به انگلیسی: Vauxhall Motors Football Club) یک باشگاه فوتبال در شهر الزمر پورت، کشور انگلستان است که در سال ۱۹۶۳ میلادی تأسیس شده‌است.